# Чингишев Турсунбек Чингишович
Турсунбек Чингишович Чингишев (кирг. Турсунбек Чынгышев; нар. 15 жовтня 1942) — киргизький державний і політичний діяч, прем'єр-міністр країни від лютого 1992 до грудня 1993 року.

## Життєпис
1963 року закінчив автодорожній технікум. Перебував на партійній роботі, пройшовши шлях від секретаря парткому «Нарынгидроэнергострой» до члена ЦК компартії Киргизької РСР. Навесні 1990 року був обраний до лав Верховної ради республіки. 1991 року був членом Комітету з оперативного управління народним господарством СРСР.
Очоливши національний уряд, надав у концесію канадській фірмі Cameco велике родовище золота Кумтор, через що парламент ініціював його відставку.
Від 2009 — член ради директорів ВАТ «Национальная электрическая сеть Кыргызстана».